# 観音寺市総合運動公園陸上競技場
観音寺市総合運動公園陸上競技場（かんおんじし・そうごううんどうこうえん・りくじょうきょうぎじょう）は、香川県観音寺市の観音寺市総合運動公園内にある第3種公認陸上競技場。

## 施設概要
- 日本陸上競技連盟第三種公認
- トラック：全天候型舗装400m×8レーン
- フィールド：天然芝
- メインスタンドが座席、他芝生席

## 運動公園内その他の施設
- 観音寺市総合運動公園野球場
- 観音寺市立総合体育館
- テニスコート
- 多目的広場

## 交通
- 四国旅客鉄道（JR四国）予讃線 観音寺駅からコミュニティバス「市内循環線」で「運動公園前」下車
- 観音寺駅からタクシー約10分
- 高松自動車道・大野原インターチェンジから約15分